# Walther Wüster
Walther Wüster, né le 28 avril 1901 à Halle-sur-Saale et mort le 9 octobre 1949 à Thüngersheim, est un diplomate allemand qui a œuvré pour la propagande nazie avant et pendant la Seconde Guerre mondiale.

## Biographie
Walther Wüster étudie l’ingénierie mécanique et l'électrotechnique à l’université de Hanovre, à l'université technique de Munich et à l’université de Stuttgart. Â partir de 1925, il est employé à la société métallurgique Junkers. Marié à Betty Herberger en 1928, dont il aura quatre enfants, il dirige ensuite la société Herberger, l’usine de tissage de lin de son beau-père, à Olching. 
Membre du NSDAP depuis 1931, il entre en 1934 à la direction de la propagande de Munich et du Gau de Haute-Bavière et en devient le directeur l'année suivante. C'est à ce titre qu'il organise une série d’expositions itinérantes, dont celle du Juif éternel, inaugurée le 8 novembre 1937 à Munich par Joseph Goebbels et Julius Streicher.

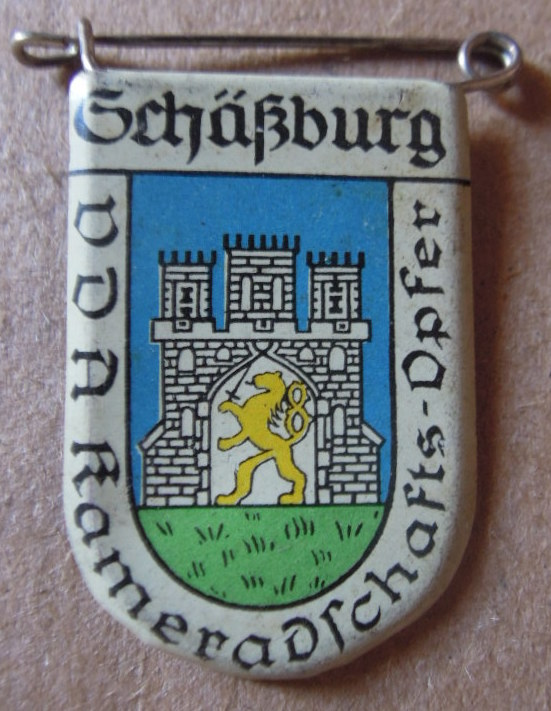
Écusson de l'Association pour le germanisme à l'étranger, 1934-1939.

En 1938, il devient le directeur délégué à la Bavière pour le Bureau Ribbentrop (de) et pour le Bureau de liaison des Allemands « de souche » (Hauptamt Volksdeutsche Mittelstelle), l'agence nationale-socialiste chargée des Volksdeutsche, descendants d’Allemands vivant hors du Troisième Reich., et dirige également la section bavaroise de l'Association pour le germanisme à l'étranger.
Au Bureau Ribbentrop, Wüster rencontre le diplomate nazi Martin Luther. Nommé responsable du secteur Sud, il voyage en Espagne et au Portugal pour faire le point sur les techniques de propagande. En septembre 1939, Ribbentrop le charge d'organiser le bureau de la Propagande du Reich dans Cracovie occupée, puis, en décembre de la même année, il accompagne en Italie le directeur du Deutsche Arbeitsfront Robert Ley.
Nommé consul général à Milan en 1940, Wüster crée l’unité culturelle de l’ambassade du Reich en Italie. À Rome, il procède à l'acquisition d'objets d’art pour le compte de Ribbentrop aux frais de l’ambassade. Sous les auspices du Bureau Ribbentrop, il s'emploie également à instrumentaliser l'image de l’empereur Frédéric II et de ses constructions dans l’Italie fasciste et l’Allemagne nazie ; en 1940, il fait réaliser une maquette de Castel del Monte à l’échelle de 1:50, remise personnellement à Hitler à Berlin en 1941.
Ribbentrop lui confie alors la responsabilité de la propagande allemande à Bratislava, où il est Judenberater (détaché aux affaires juives) à partir d’août 1940, poste qu'il occupe par la suite en Roumanie, en Hongrie, en Serbie et en Grèce. 
De 1941 à 1943, Wüster dirige le département d’information du ministère des Affaires étrangères puis devient consul général à Naples. En septembre 1943, il rend compte à son gouvernement de l’opération Achse, puis de la saisie des stocks albanais d’or et de billets en Italie. Enfin, de 1944 à 1945, il fait partie du bureau de repli du ministère des Affaires étrangères à Karpacz.
Les 3 et 4 avril 1944, Karpacz a été le théâtre d'une « session de travail des délégués aux affaires juives » rassemblant à l'initiative de Ribbentrop et de Himmler les membres de douze représentations diplomatiques du Reich en Europe. La réunion visait à renforcer la propagande antisémite afin d'activer la « Solution finale » et d'intensifier « l’élimination physique des Juifs de l’Est ». Parmi les participants se trouvaient Gustav Richter et Hans-Otto Meissner. Ces mesures devaient être le point de départ d’une « unité d’action antijuive » qui, en fait, n'a pas pu voir le jour.